# Silvano Abba
Pour les articles homonymes, voir Abba (homonymie).
Silvano Abba (né le 3 juillet 1911 à Rovinj en Croatie, alors faisant partie de l'Autriche-Hongrie devenue province du royaume d'Italie, et mort le 24 août 1942 près de Stalingrad) est un pentathlète italien. Il participe aux Jeux olympiques d'été de 1936 et remporte la médaille de bronze dans la compétition individuelle. Abba était un militaire qui dirigea l'escadron de cavalerie Savoia Cavalleria italienne en août 1942 à la bataille d'Izbushensky près de Volgograd. Abba a été tué, ainsi que 31 autres cavaliers lors de la victoire sur les Soviétiques (150 morts, 300 blessés et 600 prisonniers). Cela est considéré comme la dernière charge de cavalerie contre des troupes régulières dans l'histoire militaire occidentale (il y eut une charge ultérieure contre des résistants yougoslaves par une autre unité italienne).

## Palmarès

### Jeux olympiques
- Jeux olympiques de 1936 à Berlin,  Allemagne
  -  Médaille de bronze[1].